# La giostra dei fiori spezzati
La giostra dei fiori spezzati - Il caso dell'angelo sterminatore è un romanzo thriller scritto da Matteo Strukul.
È stato pubblicato ben tre volte dalla Arnoldo Mondadori Editore, nel 2014, nel 2017 e nel 2020, ed è progettato essere il primo libro delle indagini del personaggio immaginario Alexander Weisz, che in questo libro, ambientato a Padova (città natia dell'autore), fa squadra con altri due investigatori, un giornalista e un ispettore, per catturare un assassino che uccide brutalmente alcune prostitute.

## Trama
Il libro si svolge nell'inverno del 1888, ambientato in una Padova colpita dalla pellagra e divisa dall'abissale contrasto tra ricchi e poveri. Giorgio Fanton, giornalista investigativo de "L'Euganeo", viene convocato dall'amico e noto ispettore Roberto Pastrello, il quale lo porta a Borgo Portello, chiamato la "Pancia del Diavolo", dove la prostituta Rosa Rossi è stata ammazzata brutalmente a coltellate: il suo corpo presenta numerosi tagli in ogni sua parte del corpo, alcuni suoi organi, come il fegato e il cuore, sono stati asportati, e la sua testa è stata persino mozzata e conficcata su un palo di legno. Giorgio pone il silenzio stampa sul suo quotidiano, e raggiunge insieme a Roberto il loro amico Alexander Weisz; durante l'autopsia, questi conclude che gli organi asportati rappresentano un trofeo per quello che si rivela essere un omicidio rituale, e inoltre allude al caso ancora irrisolto di Iris Carturan, un'altra prostituta assassinata anch'essa nel Portello di Padova in modalità simile ma il 20 ottobre 1885, ben due o tre anni prima della vicenda. I tre fanno dunque squadra per risolvere il mistero e catturare l'assassino.
Il giorno dopo, alla taverna Salgàro, Giorgio fa conoscenza sgradita con il padrone Toni Cortéo, dal quale ottiene il permesso di parlare con Erendira, una zingara cartomante del borgo, la quale avverte il trio dei pericoli che corrono nell'indagare sul fatto e che per risolvere il mistero essi dovranno affidarsi non solo alla ragione, ma anche alle donne di bordello. Tornando a casa di Weisz, i tre protagonisti notano che Erica Berti, un'altra prostituta come Iris e Rosa, è morta il 18 settembre 1885, un mese prima di Iris, anch'ella trovata brutalmente assassinata a Borgo Portello a pugnalate e con il cuore asportato; tra le morti di Iris ed Erica e quella di Rosa sono però passati almeno due anni, e dunque, anche ammettendo che l'autore dei delitti fosse la stessa persona, non sembra logico uccidere due prostitute in poco più di un mese, rimanere nell'ombra per più di due anni e poi ritornare e colpire di nuovo. Poco dopo, però, viene trovato il cadavere di un'altra donna, Margherita Pattaro, morta anche lei in modo martoriale, con la testa mozzata e infilzata su un palo di legno. I tre capiscono allora che vi è davvero un collegamento tra le quattro prostitute: fiori; vi è quindi un unico responsabile per la morte delle donne, il che porta il trio in una giostra di fiori spezzati (da qui il titolo) perpetrata dall'Angelo Sterminatore, come lo definisce Marco Zancan, giornalista de "Il Veneto". Avendo effettivamente saputo degli eccidi, il popolo di Padova è ora spaventato dalla presenza dell'Angelo Sterminatore, e Zancan lo sta aizzando contro la classe dirigente della città, accusando quest'ultima di oppressione con la complicità pro-aristocratica de "L'Euganeo" che tace sulla vicenda.
Per estorcere una sorta di psicologia dell'assassino, i tre amici raggiungono poi Venezia, dove visitano Giuseppe Zanella nel manicomio di San Servolo, internatovi da quando aveva quattordici anni. Giuseppe spiega loro parte della sua storia, in particolare di come la madre, una prostituta alcolizzata, costrinse lui e alcuni suoi fratelli a partecipare come spettatori ai suoi amplessi sessuali con i suoi clienti; questo fatto avviò Giuseppe sul sentiero della follia, su cui venne spinto dal suicidio di suo fratello Carlo. I tre intuiscono che, del pari, l'assassino delle quattro prostitute abbia avuto un passato simile, che lo avrebbe persino spinto alla necrofilia. Tornati a Padova, Fanton e Weisz fanno una conoscenza assai poco gradita con Zancan, che insulta Erendira salvo poi rimediare una sonora lezione da Weisz; la sera stessa, però, i due sfuggono a un'imboscata perpetuata da alcuni scagnozzi, che credono siano istigati da Zancan. A casa di Weisz, quest'ultimo prepara un piano: mentre questi proporrà un profilo psicologico dell'assassino per poterlo meglio identificare, Roberto proverà a tamponare la situazione insieme alle autorità, recuperando al contempo elementi utili per chi sta aiutando l'Angelo Sterminatore, anche indirettamente, mentre invece Giorgio si terrà in contatto con i tenutari, tra cui Cortéo, e raccoglierà le informazioni che Erendira otterrà dalle altre prostitute del borgo.
Ma la situazione precipita quando anche una certa Viola Cardan viene trovata morta, sempre con le stesse modalità rispetto alle altre quattro prostitute, e la polveriera che è Borgo Portello esplode in una protesta generale guidata dal temerario Zancan; Roberto riesce però momentaneamente ad arginare la situazione e accusa Zancan di assecondare l'ego dello psicopatico. Il mattino seguente, Giorgio riceve un'inattesa lettera firmata dall'Angelo Sterminatore, e la mostra a Roberto e Weisz; esaminando la lettera, i tre comprendono che l'assassino deve essere un pezzo grosso, a giudicare dal suo stile di scrittura, e che durante quei due anni passati tra gli omicidi di Iris ed Erica e quelli di Rosa, Margherita e Viola, era stato in America, probabilmente in Brasile, considerando che la lettera coinvolge anche donne di colore. Riferite tali informazioni ad Erendira, questa li accoglie nella sua tenda, e Giorgio passa una notte con lei, salvo poi farsi dire dalla zingara che lei non ama lui, ma Weisz.
Il giorno dopo, Giorgio e Weisz inseguono un malvivente, che li attira in un'altra imboscata; pur battendosi duramente, stavolta vengono sconfitti e legati nel soffitto di un'abitazione. Di fronte a loro si staglia Zancan, la testa pensante delle due aggressioni di prima, al cui fianco c'è però anche Cortéo. Zancan rivela ai due che intende sbarazzarsi di loro in quanto ostacoli ai suoi progetti: per aizzare il popolo contro la classe dirigente, ha infatti voluto approfittare della sua paura provocata dall'Angelo Sterminatore per guidare una sorta di movimento socialista e distruggere i capi del governo, anche a costo di provocare una guerra civile, diventando capo-popolo oggi e sindaco domani, e per farlo userà Toni Cortéo come suo complice, chiudendo entrambi gli occhi sui suoi affari illeciti. Roberto irrompe però alla testa dei suoi gendarmi e salva i suoi due amici, scatenando una battaglia nella quale muore anche Zancan; decimati, Cortéo convince i propri uomini alla resa, ma poi, mentre sta per consegnarsi ai tre protagonisti per farsi arrestare, si spara in testa tra la costernazione generale.
Dopo un violento litigio tra Fanton e Weisz su Erendira, il giorno dopo i tre raggiungono il Dipartimento di Antropologia dell'Università di Padova, dove il professore Giambattista Bernandini, prendendo in mano la lettera che i tre hanno letto, spiega loro una regressione a riguardo del Brasile: in un periodo in cui prima gli indios, poi gli africani e infine i veneti hanno lavorato nelle piantagioni del Brasile, in svariate zone presenti tra il Rio Grande do Sul e Salvador de Bahia si svolge un rito religioso di matrice bantu-yoruba, dove una donna, messa apposta in trance come per farsi possedere da una divinità, tiene un coltello in una mano e un pollo in un'altra, e sgozza l'animale lasciandone zampillare il sangue sulla statua della divinità. Se per i nativi questo rito è una vera e propria festività, per un uomo a cui una simile cultura è ignota può invece essere talmente sconvolgente da farlo soffrire di disturbi legati al proprio passato, il che conferma così la tesi principale di Weisz nei confronti della psicologia dell'assassino e le modalità con cui ha ucciso quelle cinque donne, soprattutto tenendo conto dell'elevata frequenza di questi riti. Prima che i tre si congedino, Weisz si lascia sfuggire il nome di Erendira, che il professore Bernandini, avendo lui studiato lingue come lo spagnolo e il portoghese, non manca di far loro sapere che il suo nome vuol dire sia "Principessa sorridente" che "Fiore che cresce sulle sponde del fiume che canta".
Raggelati dalla scoperta, subito i tre accorrono da Erendira, ma la trovano agonizzante in una pozza di fango e sangue, colpita a morte dall'Angelo Sterminatore. Erendira rivela che l'assassino si chiama Giovanni Veronese, e si trova in una villa poco distante, verso Campodarsego; rivela poi a Giorgio di amarlo, e quando questi le chiede perché due notti prima lei gli aveva detto di no, la zingara confessa di avere una sorella gemella completamente identica di nome Abra, che adesso intende uccidere l'assassino per vendicare la sorella. Comprendendo solo ora che i cambi d'umore inspiegabili e quel doppio carattere di Erendira nascondevano in realtà due donne simili tra loro come due gocce d'acqua, i tre raggiungono la villa di Veronese, completamente arredata come se fosse una serra, e lo trovano nelle grinfie di Abra, che lo ha malmenato e immobilizzato. Veronese confessa ai presenti che, fin da quando egli era poco più che ragazzino, suo padre giaceva con le prostitute, e lui lo aveva addirittura colto nell'atto, cominciando poi a seguirlo ogni volta che usciva con la scusa di affari da sbrigare; da allora visse con l'odio per la madre, che non aveva la forza di reagire contro quanto subiva, e per il padre, che le aveva distrutto la dignità decine e decine di volte. Morti i genitori, rivolse il suo odio e la sua follia contro le prostitute, in particolare quelle dal nome di fiori. Conscio della propria sorte, e che non vi è alcuna giustificazione per i suoi crimini, Veronese accetta di farsi uccidere. I tre tentano di fermare Abra, ma questa colpisce Weisz al petto con un proiettile, poi uccide Veronese e infine fugge via, soddisfatta del suo operato, e sparendo per sempre.
Per sua fortuna, Weisz sopravvive dopo tre mesi di convalescenza, e la villa di Veronese viene perquisita dalle autorità, mentre Padova torna lentamente alla relativa calma.
(Giorgio Fanton, nell'epilogo)

## Personaggi
- Giorgio Fanton: giornalista investigativo de "L'Euganeo" e uno dei tre protagonisti del romanzo. È allegro e conviviale, ma è anche molto irruente e bravo nelle risse.
- Roberto Pastrello: secondo protagonista del libro, è un ispettore veterano. Lui e Giorgio si conobbero dai tempi della laura in giurisprudenza.
- Alexander Weisz: terzo protagonista del libro, è un affascinante criminologo anticonformista. Da bambino, Weisz perse il padre per un male incurabile, e qualche anno dopo sua madre fu uccisa davanti ai suoi occhi da un proiettile che le colpì lo stomaco. In seguito al trauma che gli lasciò anche una pericolosa dipendenza dal laudano, da allora visse dalla nonna, dove studiò la psicologia, e si addestrò alla lotta, al pugilato e allo scherma. Il suo argomento preferito è la follia, spesso il movente a portare ai crimini più atroci.
- Marco Zancan: giornalista de "Il Veneto", è estremamente pragmatico, e si presenta come garante della giustizia nei confronti dei braccianti.
- Erendira: una gitana che vive nei sobborghi di Portello, è un'abile cartomante che si presenta dalla duplice natura volubile.
- Toni Cortéo: gestore della taverna Salgàro. È sempre accompagnato da alcuni brutti ceffi, tra cui due noti come lo Smilzo e il Nero.
- Giuseppe Zanella: nato a Treviso nel 1852 da Francesco Zanella e Maria Schiavon, insieme ad altri sette figli. Il padre, operaio, morì quando Giuseppe era ancora bambino, lasciando la madre come unico punto di guida per la famiglia. La madre, una prostituta alcolizzata, non solo picchiava ripetutamente i figli, ma obbligava alcuni di loro ad assistere ai rapporti sessuali che aveva con i clienti, cosa che lo portò alla follia. Sin da bambino, Zanella aveva ucciso gatti e uccellini, oltre a dimostrare di essere afflitto da masturbazione compulsiva e avere una spiccata predisposizione alla piromania. A tredici anni, nell'autunno del 1874, la sua prima vittima fu Anna Mazzucato, e in seguito tentò di strangolare una prostituta, e poi di bruciare le palpebre di un'altra. Poco dopo egli confessò i suoi delitti, ma fu ritenuto sprovvisto della capacità di discernimento e quindi internato nel manicomio di San Servolo.
- Giambattista Bernandini: stimato professore dell'Università di Padova, aiuterà in modo decisivo i tre protagonisti.

## Edizioni
- Matteo Strukul, La giostra dei fiori spezzati - Il caso dell'angelo sterminatore, Arnoldo Mondadori Editore, 1º aprile 2014,  p. 284, ISBN 978-88-04-62854-5.

- Matteo Strukul, La giostra dei fiori spezzati - Il caso dell'angelo sterminatore, Oscar Bestsellers, Mondadori, 20 giugno 2017,  p. 284, ISBN 978-88-04-67897-7.

- Matteo Strukul, La giostra dei fiori spezzati - Il caso dell'angelo sterminatore, Il giallo Mondadori, Mondadori, 25 agosto 2020,  p. 368, ISBN 978-88-04-72779-8.